# Masicera brasiliensis
Masicera brasiliensis är en tvåvingeart som först beskrevs av Moreira 1915.  Masicera brasiliensis ingår i släktet Masicera och familjen parasitflugor. Inga underarter finns listade i Catalogue of Life.